# Хокинг, Люси
Люси Хокинг (англ. Lucy Hawking; 2 ноября 1970, Лондон, Великобритания) — английская журналистка, писательница, популяризатор науки и филантроп. Дочь известного физика-теоретика Стивена Хокинга и писательницы Джейн Хокинг. Живёт в Лондоне.

## Биография
Родилась в Лондоне в 1970 году в семье Стивена и Джейн Хокинг. Имеет двух братьев, Роберта и Тимоти Хокингов. Выросла в Кембридже после нескольких лет, проведённых в детстве в Пасадене (Калифорния). В подростковом возрасте она много ухаживала за отцом, которому установили диагноз боковой амиотрофический склероз.
Изучала французский и русский языки в Оксфордском университете. Некоторое время училась в Москве, чтобы улучшить свои знания по русскому. После окончания учёбы продолжила изучать международную журналистику в Лондонском городском университете. Там поняла, что не хочет заниматься журналистикой, однако считала это хорошей писательской практикой.

## Карьера
Получив образование журналистки, Хокинг некоторое время работала в этой отрасли, прежде чем стала писательницей. Печаталась в журналах «New York Magazine», «The Daily Mail», «The Telegraph», «The Times», «The London Evening Standard» и «The Guardian». Работала радиожурналисткой.
В 2004 опубликовала свой первый роман «Jaded», а уже через год — «Run for Your Life». Впоследствии перешла к написанию детских книг. В 2007 году опубликовала научно-познавательную книжку для детей «Джордж и тайны Вселенной», приключенческую историю про мальчика Джорджа, который находит необычный способ через компьютер отправиться в путешествие по Солнечной системе. Книга была написана в соавторстве с отцом Стивеном Хокингом и его студентом, французским астрофизиком Кристофером Гальфаром, чья диссертация была посвящена чёрным дырам. Книга была переведена на 38 языков и издана более чем в 43 странах.
Вторая книга этой серии, «Джордж и сокровища Вселенной», вышла в 2009 году. Впоследствии были изданы ещё четыре книги: «Джордж и Большой Взрыв» (2011), «Джордж и код, который не взломать» (2014), «Джордж и ледяной спутник» (2016) и «Джордж и корабль времени» (2019).
В 2015 году Люси и её британский издатель Curved House Kids получили грант от Космического агентства Великобритании на создание образовательного проекта в рамках просветительской деятельности астронавта Тима Пика. Проект, по которому обучались более 60 тысяч студентов Великобритании, был номинирован на премию сэра Артура Кларка за выдающиеся достижения в области космического образования Британского межпланетного сообщества.
Все работы и статьи Хокинг посвящены популяризации науки среди детей. Этой темой она заинтересовалась после одного случая на вечеринке, когда услышала, как один из друзей её сына спросил у отца про чёрные дыры. На что отец ответил ему, что тот «превратится в спагетти», и мальчик был в восторге от такого ответа. Это помогло Люси понять незаменимость развлекательного элемента в детских книжках и фильмах, что помогает заинтересовать младшее поколение вопросами науки и техники.

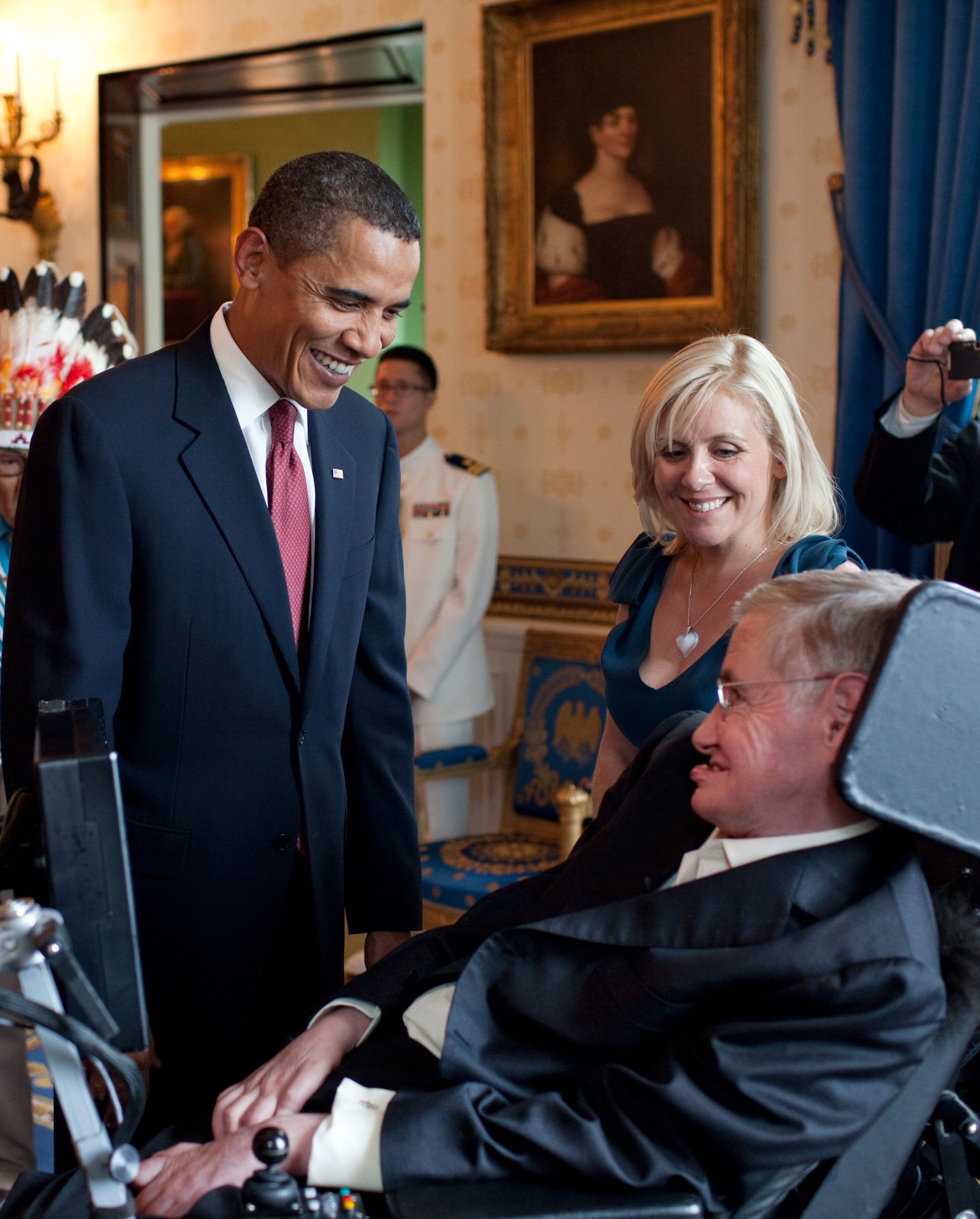
Люси Хокинг с отцом и президентом США Б.Обамой в Голубой комнате Белого дома, 2009 г.

В 2008 году принимала участие в серии лекций, посвящённых 50-летию НАСА, где рассказала о популяризации науки среди детей. Выступая со своими лекциями по всему миру и рассказывая о физике и астрономии, постоянно подчёркивала необходимость ранней заинтересованности детей наукой. Несколько месяцев спустя стала лауреатом премии Sapio — итальянской премии, посвящённой инновационным исследованиям по популяризации науки в мире.

## Благотворительность
Люси Хокинг посвящает немало времени благотворительным мероприятиям для различных организаций, занимающихся исследованиями и поддержкой людей с инвалидностью. Является вице-президентом Национального звёздного колледжа (National Star College), что помогает людям с ограниченными возможностями получить образование и найти себя в жизни. Также является опекуншей Центра исследования аутизма.

## Личная жизнь
В 1998 году вступила в брак с Алексом Макензи Смиттом, однако пара развелась в 2004 году. У Люси есть сын Уильям, который родился в 1997 году. У сына был диагностирован аутизм. Именно это вдохновило её посвятить себя поддержке людей с аутизмом.